# Katharinenkirche (Zwickau)

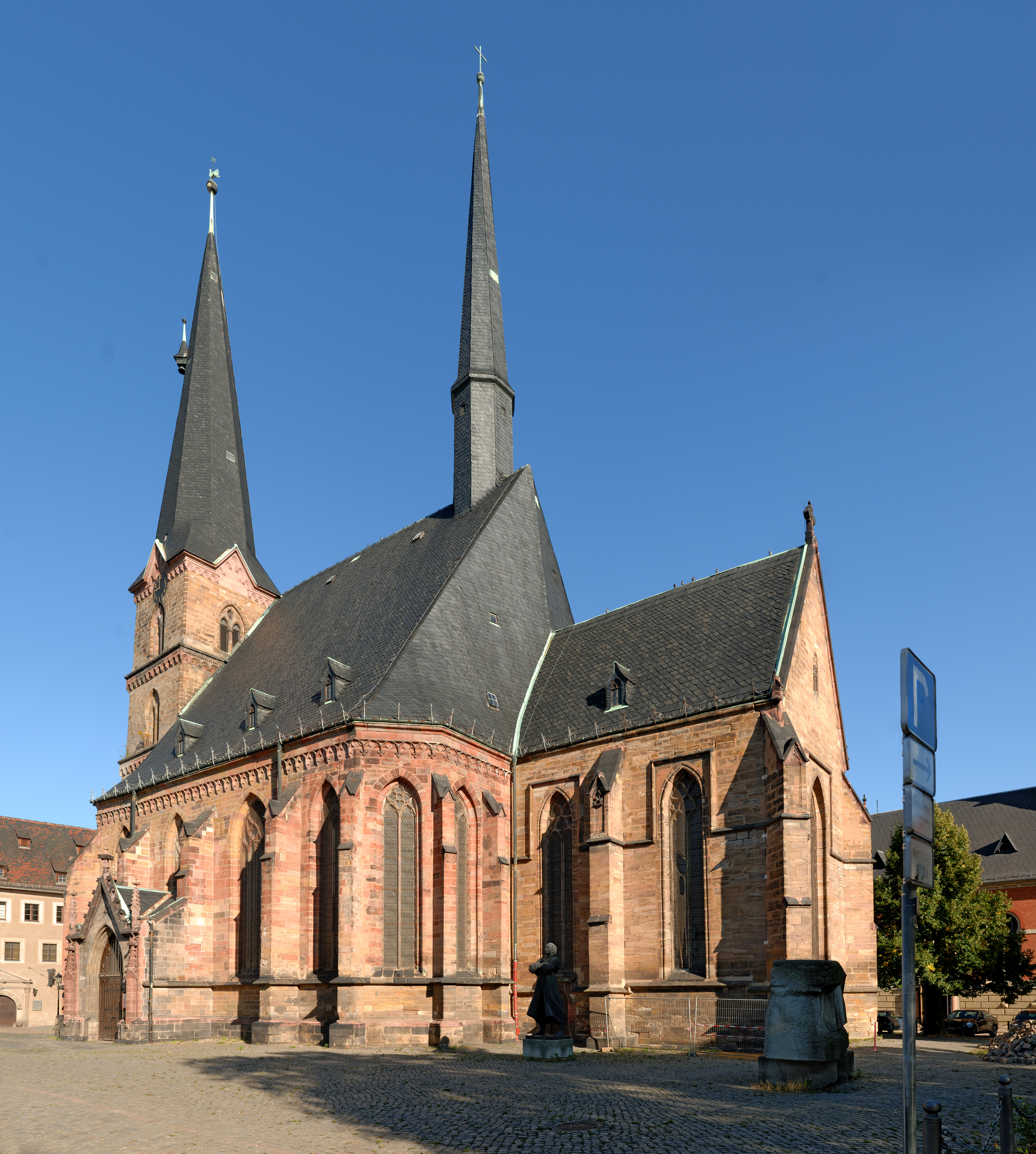
Katharinenkirche Zwickau

Die Katharinenkirche in Zwickau ist eine spätgotische Hallenkirche im Nordosten der Zwickauer Altstadt. Sie gehört der Evangelisch-Lutherischen Nicolai-Kirchengemeinde Zwickau in der Evangelisch-Lutherischen Landeskirche Sachsens. Der Reformator Thomas Müntzer wirkte hier als evangelischer Pfarrer von 1520 bis 1521.

## Baugeschichte

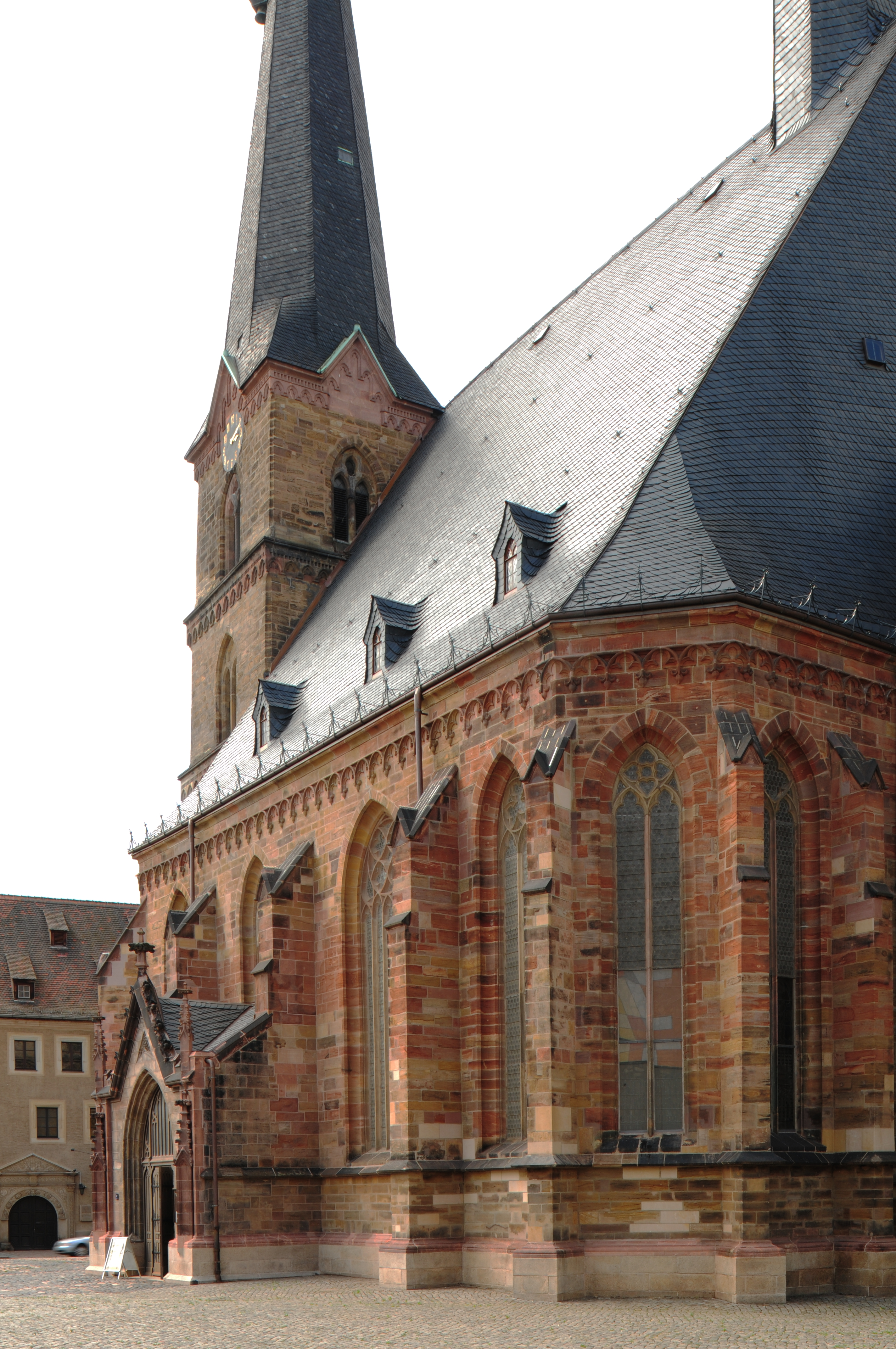
Südliches Seitenschiff von Südost

Der bestehende spätgotische Kirchenbau hatte einen Vorgängerbau aus dem 12. Jahrhundert, der nur in Form spärlicher Reste im bestehenden Bau erhalten geblieben ist. Teile des Westbaus dieser Kirche waren bis in das 19. Jahrhundert erhalten; sie wurden bei einer purifizierenden Restaurierung 1852 bis 1856 beseitigt. Die erste gotische Veränderung dieses Kirchbaus war die Errichtung des heute noch bestehenden Westturms. An den Chor der ersten Kirche wurde um 1300 die heute noch bestehende oktogonale Sakristei angebaut, die im Innern noch annähernd in der ursprünglichen Form erhalten blieb. Noch vor der Mitte des 14. Jahrhunderts wurde der Chor mit geradem Ostschluss errichtet. Nach dem Stadtbrand von 1403 wurde das damalige Kirchenschiff durch die heutige spätgotische Hallenkirche ersetzt, die bis etwa 1480 vollendet wurde. Sie wurde im 16. und 17. Jahrhundert reich ausgestattet und erhielt im 18. Jahrhundert hölzerne Emporen, die jedoch zusammen mit dem größten Teil der barocken Ausstattung bereits 1834/35 wieder beseitigt wurden. Eine eingreifende Restaurierung der Katharinenkirche erfolgte 1885 bis 1891 durch Oskar Mothes. Bei einer Restaurierung nach dem Zweiten Weltkrieg bis 1967 wurden die Einbauten und die Raumfassung des 19. Jahrhunderts zum größten Teil wieder beseitigt. Die jüngste Restaurierung erfolgte 1989, dabei wurden spätgotische Kalkmalereien im Westteil des südlichen Seitenschiffs freigelegt.

## Architektur

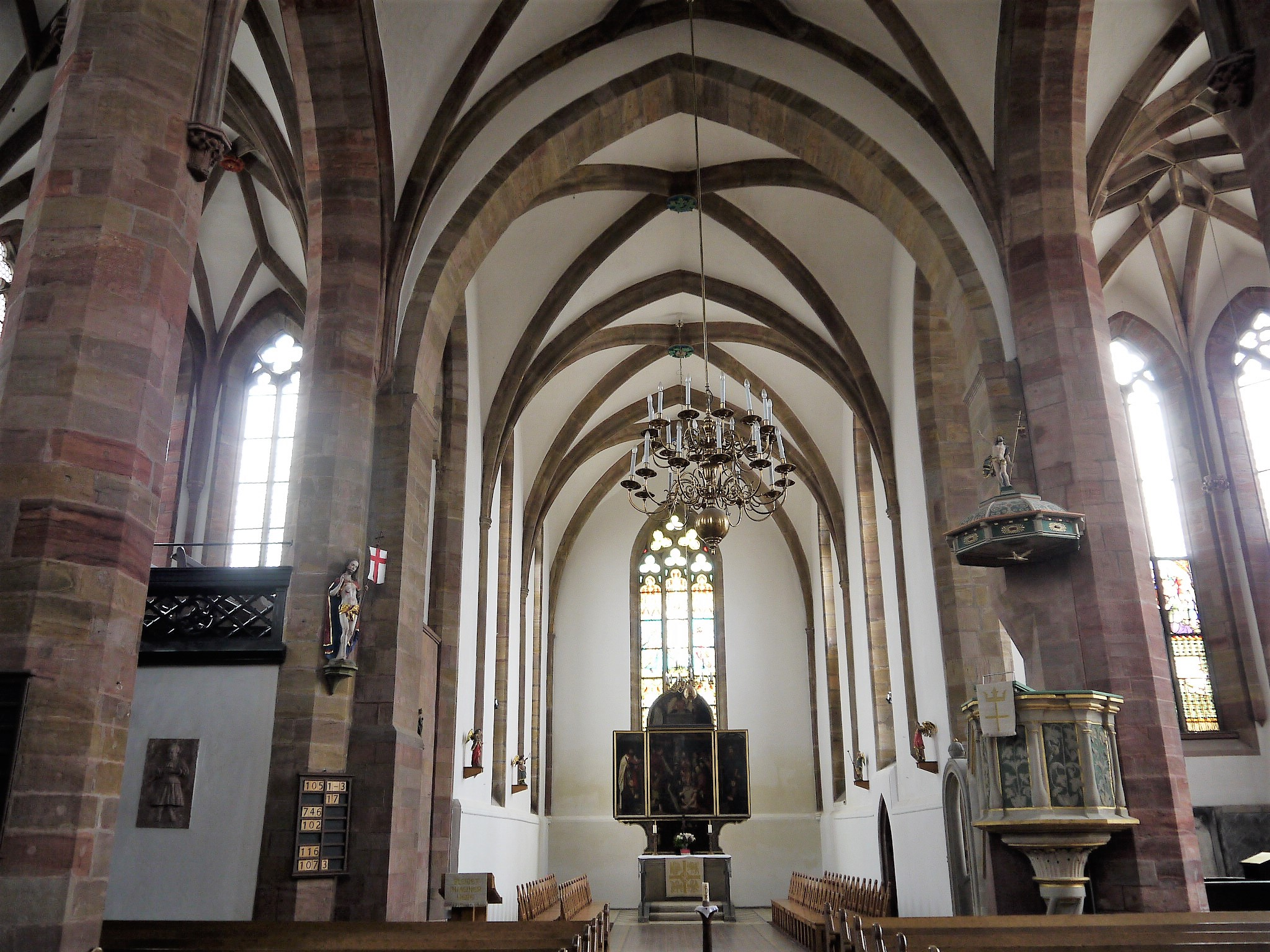
Chorraum (2014)

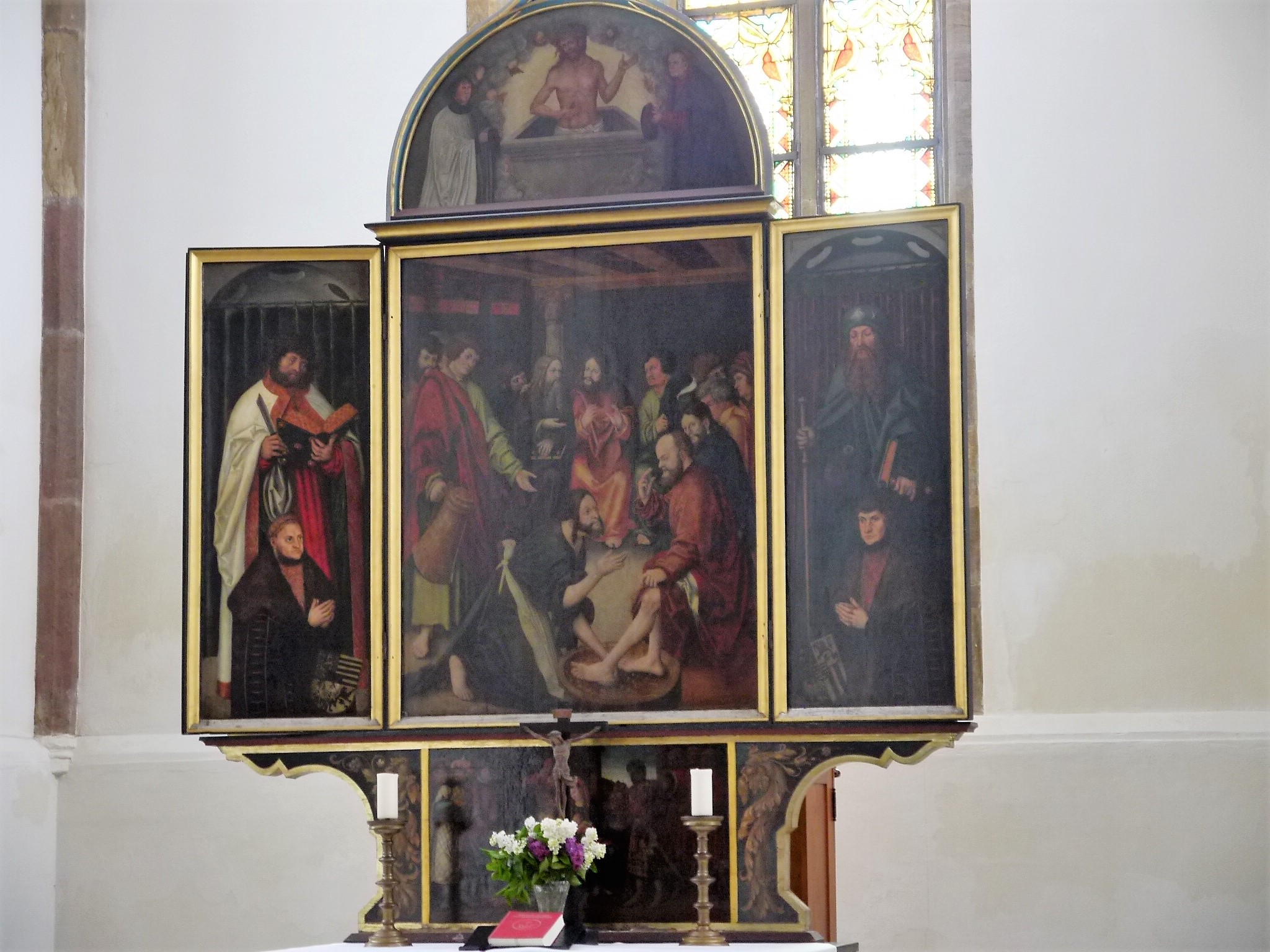
Flügelaltar

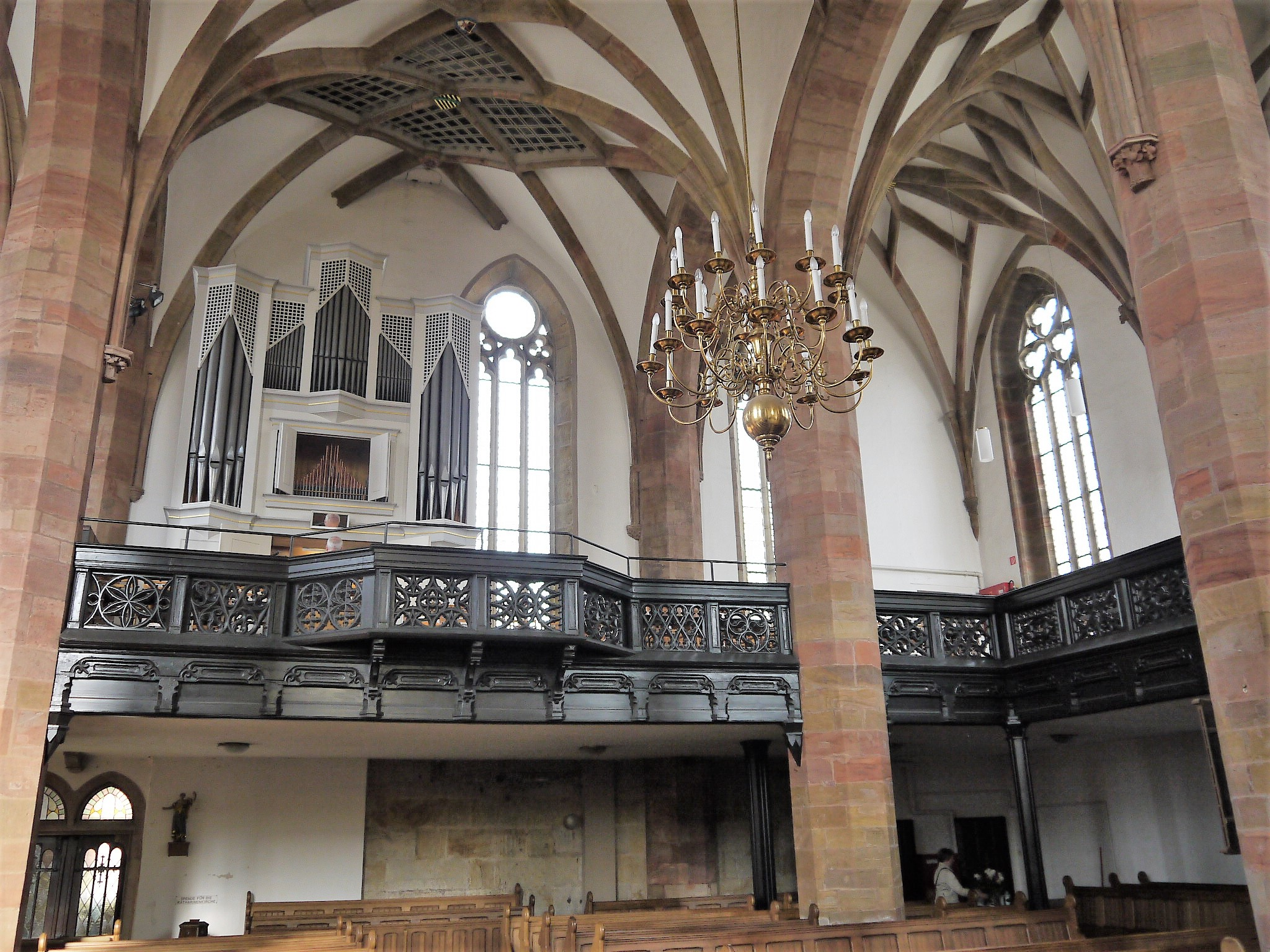
Blick zur Orgel

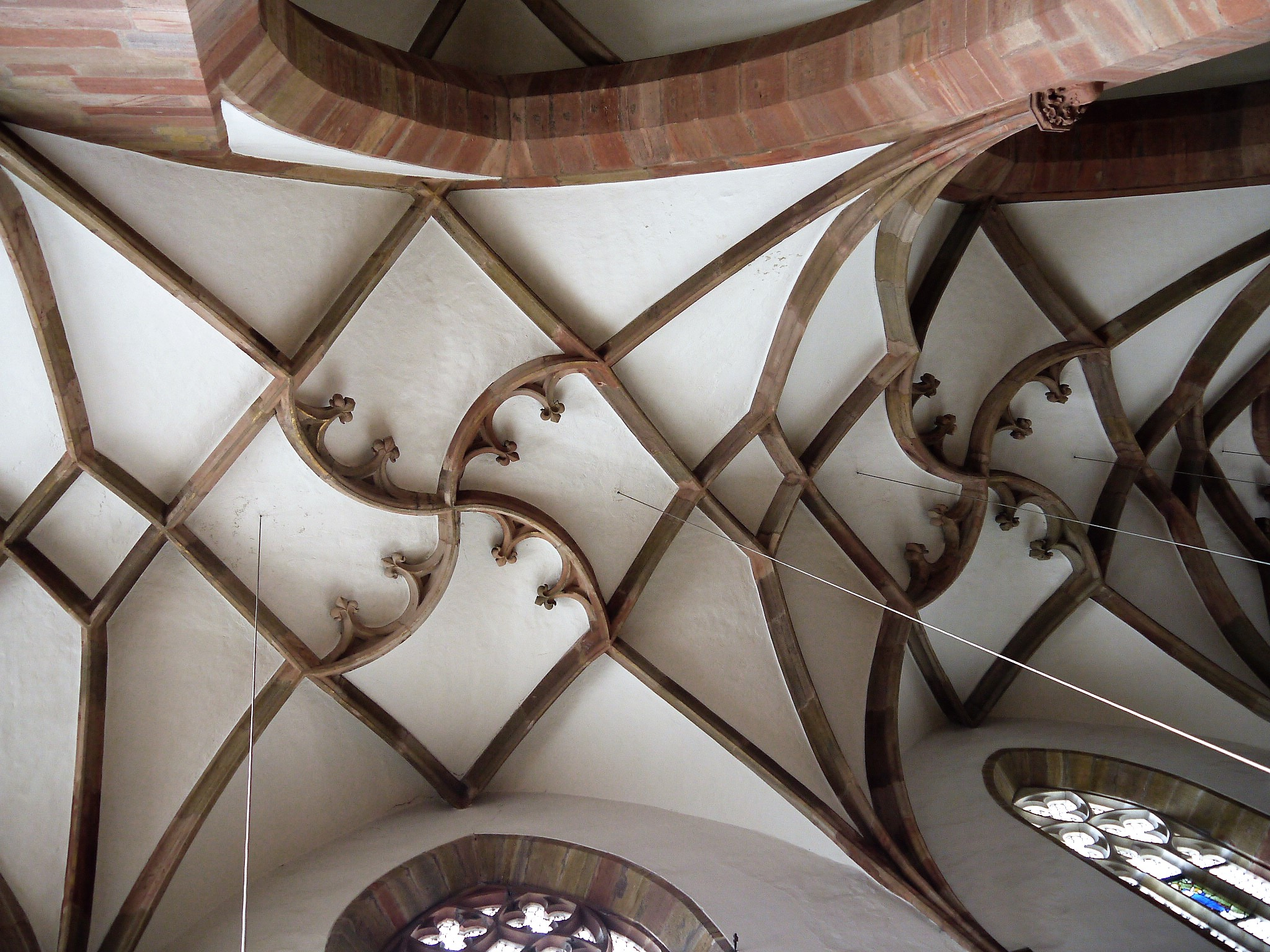
Maßwerkgewölbe im Seitenschiff

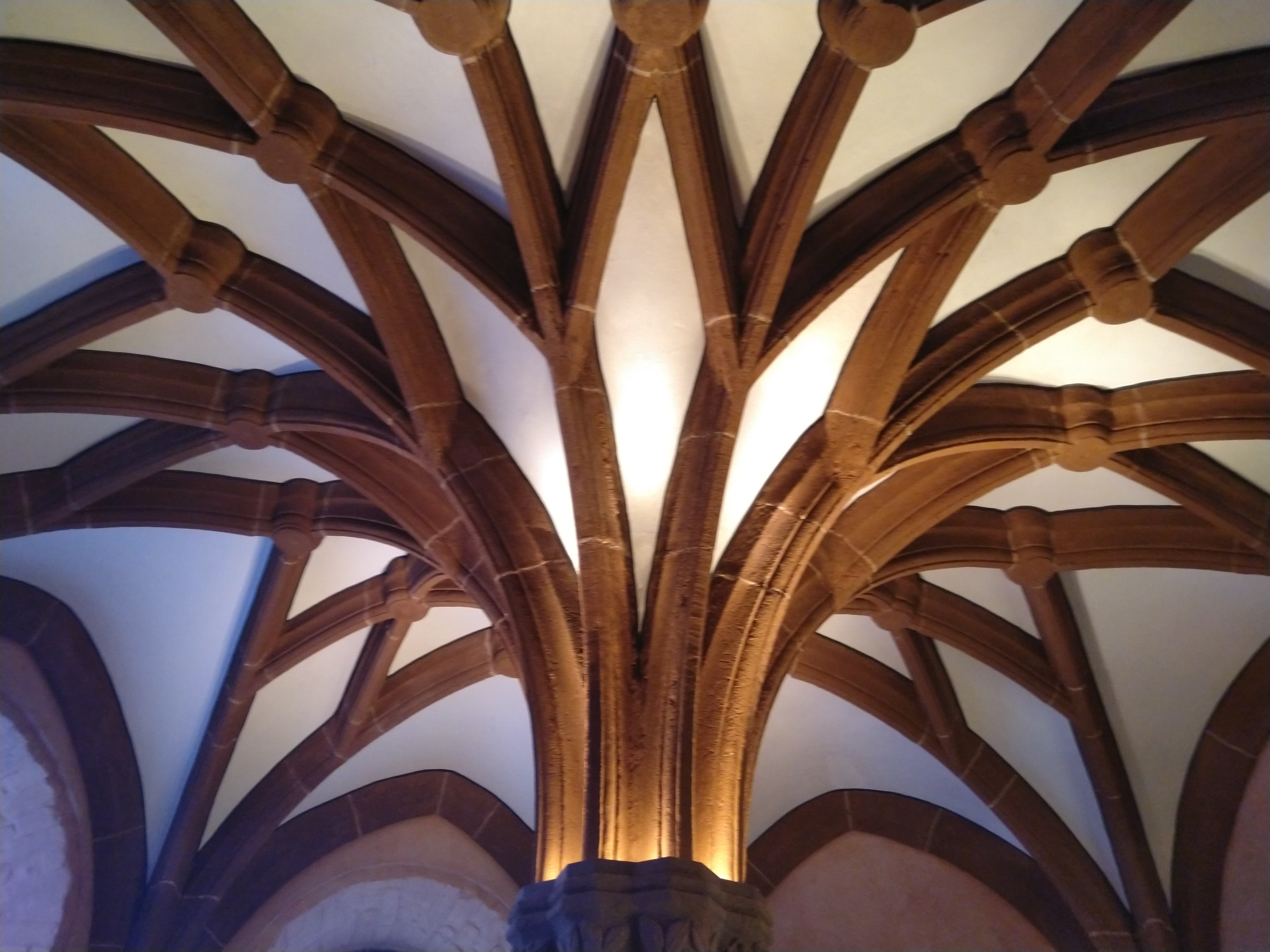
Sterngewölbe in der Sakristei

Der dreijochige, rechteckig schließende einschiffige Chor ist nach Norden mit dem oktogonalen Sakristeibau verbunden, der vollständig in den spätgotischen Neubau des dreijochigen, dreischiffigen Langhauses integriert wurde. Der kleine Einstützenraum, der mit einem engmaschigen Schirmgewölbe über einem Mittelpfeiler geschlossen ist, ist eine eigenständige hochgotische Raumschöpfung, die entfernt an polygonale Kapitelsäle der englischen Gotik erinnert. An das südliche Seitenschiff ist ein polygonal schließendes viertes Joch angebaut, das sich an den älteren Chor nach Süden anschließt. Vom älteren Westbau ist nur der im Grundriss annähernd quadratische Turm übriggeblieben, der asymmetrisch vor dem Hallenbau steht. Je eine Vorhalle nach Norden und nach Süden schließen sich an das Langhaus an. Der Hallenbau wird von einem großen, nach Osten abgewalmten Satteldach abgeschlossen, an das sich nach Osten das kleinere Chordach anschließt. Der Westturm besitzt einen spitzen Helm; auf dem Satteldach erhebt sich ein hoher Dachreiter. Das Äußere des Chores wirkt schlicht, während das Langhaus mit reichen spätgotischen Maßwerkfenstern versehen ist. An der Nordwestecke des Langhauses schließt sich ein Türmchen mit spitzem Helm an.
Das Hauptbaugestein außen und innen ist der hier farblich variierende Zwickauer Sandstein.
Während der Chor noch mit schlichten Kreuzrippengewölben geschlossen ist, zeigt das Innere des Langhauses über schlanken Achteckpfeilern mit breiten Scheidbögen zahlreiche teils virtuose Gewölbeformen. Das Mittelschiff wurde mit einem Parallelrippengewölbe geschlossen; das nördliche Seitenschiff zeigt reiche Sterngewölbe, während im südlichen Seitenschiff eine besonders kunstvolle Gewölbeform gewählt wurde, die in einer zentralen Raute jedes Joches ein maßwerkverziertes Kreuz aus gebogenen Rippen bildet. Diese Gewölbeform ist mit den Maßwerkgewölben der Altenburger Schlosskirche (nach 1444) und der Begräbniskapelle vor dem Westportal des Meißner Doms (1443–46) verwandt.

## Ausstattung
Der Flügelaltar im Chorraum stammt aus der Werkstatt Lucas Cranachs des Älteren und wurde 1518 von Kurfürst Friedrich dem Weisen und dessen Bruder Herzog Johann an die Kalandbruderschaft der St.-Marien-Kirche Zwickau verschenkt. Er zeigt ungewöhnlicherweise als Hauptbild die Fußwaschung der Jünger durch Jesus. Auf den Flügeln sind die Stifter mit ihren Schutzheiligen dargestellt. Der geschlossene Altar zeigt im Zentrum zwei Passionsbilder; auf den Standflügeln ist die heilige Kunigunde mit ihrem Gemahl Kaiser Heinrich II. abgebildet. In der Predella ist die Anbetung der Heiligen Drei Könige dargestellt.
Eine Figur des auferstandenen Christus mit der Siegesfahne von 1497/98 ist ein Werk des Zwickauer Bildschnitzers der Spätgotik Peter Breuer. Ein ledernes Antependium von 1661 mit reicher Ornamentprägung stellt das Abendmahl in beiderlei Gestalt dar. Ein barockes Tafelbild mit der Verklärung Christi von 1660 wurde für ein Epitaph des Stadtvogts Johann Gebhard († 1663) geschaffen.
Die Kanzel ist ein Werk Paul Specks aus dem Jahre 1538. Sie zeigt an den durch Baluster getrennten Feldern der Brüstung des Korbs Pflanzenreliefs. Der Schalldeckel ist eine Ergänzung von 1894, nur die bekrönende Christusfigur ist von 1663. Der mächtige achteckige Taufstein aus Porphyr in Kelchform ist an der Kuppa mit Maßwerk und Liliensprossen verziert. Die Orgel in einem historisierenden Prospekt ist ein Werk der Firma Jehmlich Orgelbau von 1967 und verfügt über 19 Register auf zwei Manualen und Pedal.

## Geläut
Das Geläut besteht aus vier Bronzeglocken, der Glockenstuhl ist aus Eichenholz gefertigt und wurde 2012, wie auch die Joche, erneuert. Es folgt eine Datenübersicht des Geläutes:
| Nr. | Gussdatum | Gießer                       | Durchmesser | Masse   | Schlagton |
| --- | --------- | ---------------------------- | ----------- | ------- | --------- |
| 1   | 1482      | Glockengießerei O. Hilliger  | 1693 mm     | 2810 kg | h°        |
| 2   | 2012      | Glockengießerei A. Bachert   | 1329 mm     | 1351 kg | dis′      |
| 3   | 2012      | Glockengießerei A. Bachert   | 1191 mm     | 1218 kg | fis′      |
| 4   | 1951      | Glockengießerei S. Schilling | 1020 mm     | 750 kg  | gis′      |

## Thomas-Müntzer-Gedenken
Im Jahr 1983 schuf Jürgen Raue eine Statue von Thomas Müntzer, die im Jahr 1989 auf dem Kirchplatz aufgestellt wurde. Auch von Jürgen Raue ist ein neben der Müntzer-Statue im selben Jahr aufgestelltes „Sandsteinrelief mit apokalyptischen Reitern und sich erhebenden Bauern unter dem Regenbogen“.